# Regeringen Koivisto II
Regeringen Koivisto II var Republiken Finlands 61:a regering. Fyra partier ingick: SDP, Centerpartiet, Svenska folkpartiet och DFFF. Ministären regerade från 26 maj 1979 till 19 februari 1982 - i exakt tusen dygn.
President Urho Kekkonen var sjukledig från och med 11 september 1981. Då statsminister Koivisto blev tillförordnad president, hade statsministerns ställföreträdare Eino Uusitalo hand om statsministerns angelägenheter för resten av regeringsperioden. Koivisto avgick i januari 1982 för att officiellt tillträda presidentämbetet men Uusitalo tillträdde aldrig formellt statsministerämbetet.

## Ministrar
| Minister                                                                                  | Ämbetsperiod                            | Parti         |
| ----------------------------------------------------------------------------------------- | --------------------------------------- | ------------- |
| Statsminister Mauno Koivisto Eino Uusitalo, ställföreträdare                              | 26.5.1979–26.1.1982 26.5.1979–19.2.1982 | SDP Centern   |
| Minister i statsrådets kansli Eino Uusitalo                                               | 26.5.1979–19.2.1982                     | Centern       |
| Utrikesminister Paavo Väyrynen                                                            | 26.5.1979–19.2.1982                     | Centern       |
| Minister i utrikesministeriet Esko Rekola                                                 | 26.5.1979–19.2.1982                     | opolitisk     |
| Justitieminister Christoffer Taxell                                                       | 26.5.1979–19.2.1982                     | SFP           |
| Inrikesminister Eino Uusitalo                                                             | 26.5.1979–19.2.1982                     | Centern       |
| Minister i inrikesministeriet Johannes Koikkalainen                                       | 26.5.1979–19.2.1982                     | SDP           |
| Försvarsminister Lasse Äikäs                                                              | 26.5.1979–19.2.1982                     | Centern       |
| Finansminister Ahti Pekkala                                                               | 26.5.1979–19.2.1982                     | Centern       |
| 2:a finansminister Pirkko Työläjärvi Mauno Forsman                                        | 26.5.1979–30.6.1981 1.7.1981–19.2.1982  | SDP           |
| Undervisningsminister Pär Stenbäck                                                        | 26.5.1979–19.2.1982                     | SFP           |
| 2:a undervisningsminister Kalevi Kivistö                                                  | 26.5.1979–19.2.1982                     | DFFF          |
| Jord- och skogsbruksminister Taisto Tähkämaa                                              | 26.5.1979–19.2.1982                     | Centern       |
| Minister i jord- och skogsbruksministeriet Veikko Saarto                                  | 26.5.1979–19.2.1982                     | DFFF          |
| Trafikminister Veikko Saarto                                                              | 26.5.1979–19.2.1982                     | DFFF          |
| Handels- och industriminister Ulf Sundqvist Pirkko Työläjärvi                             | 26.5.1979–30.6.1981 1.7.1981–19.2.1982  | SDP           |
| Minister i handels- och industriministeriet Johannes Koikkalainen Esko Rekola             | 26.5.1979–19.2.1982 26.5.1979–19.2.1982 | SDP opolitisk |
| Social- och hälsovårdsminister Sinikka Luja-Penttilä                                      | 26.5.1979–19.2.1982                     | SDP           |
| Minister i social- och hälsovårdsministeriet Katri-Helena Eskelinen Johannes Koikkalainen | 26.5.1979–19.2.1982 26.5.1979–19.2.1982 | Centern SDP   |
| Arbetskraftsminister Arvo Aalto Jouko Kajanoja                                            | 26.5.1979–20.3.1981 20.3.1981–19.2.1982 | DFFF          |